# 元保洛
元保洛（？—？），河南郡洛阳县（今河南省洛阳市东）人，追尊魏昭成帝拓跋什翼犍的后裔，北魏宗室、官员。

## 生平
元保洛以高阳王元雍行参军为起家官，后担任恒州别驾，督护代尹郡，永平四年岁次辛卯二月丁卯朔廿六日壬辰（511年4月9日）下葬。殷宪认为元保洛的墓志还原祖辈的胡名而不用汉名，淡化籍贯和姓氏、祖辈的职官不避旧称，反映了后魏孝文帝时代南迁代人酝酿已久的思北情结。

## 家庭

### 曾祖
- 拓跋素连，北魏侍中、羽真、使持节、征南大将军、都督河以西诸军事、吐万突镇都大将、中都内都大官、仪同三司、常山王，得铜虎符，谥号康王[1]

### 祖父
- 拓跋贷敦，北魏内三郎[1][2]

### 父亲
- 拓跋太拔侯，北魏城阳王府法曹参军、并州铜鞮县县令[1]